# Jungfernbastei

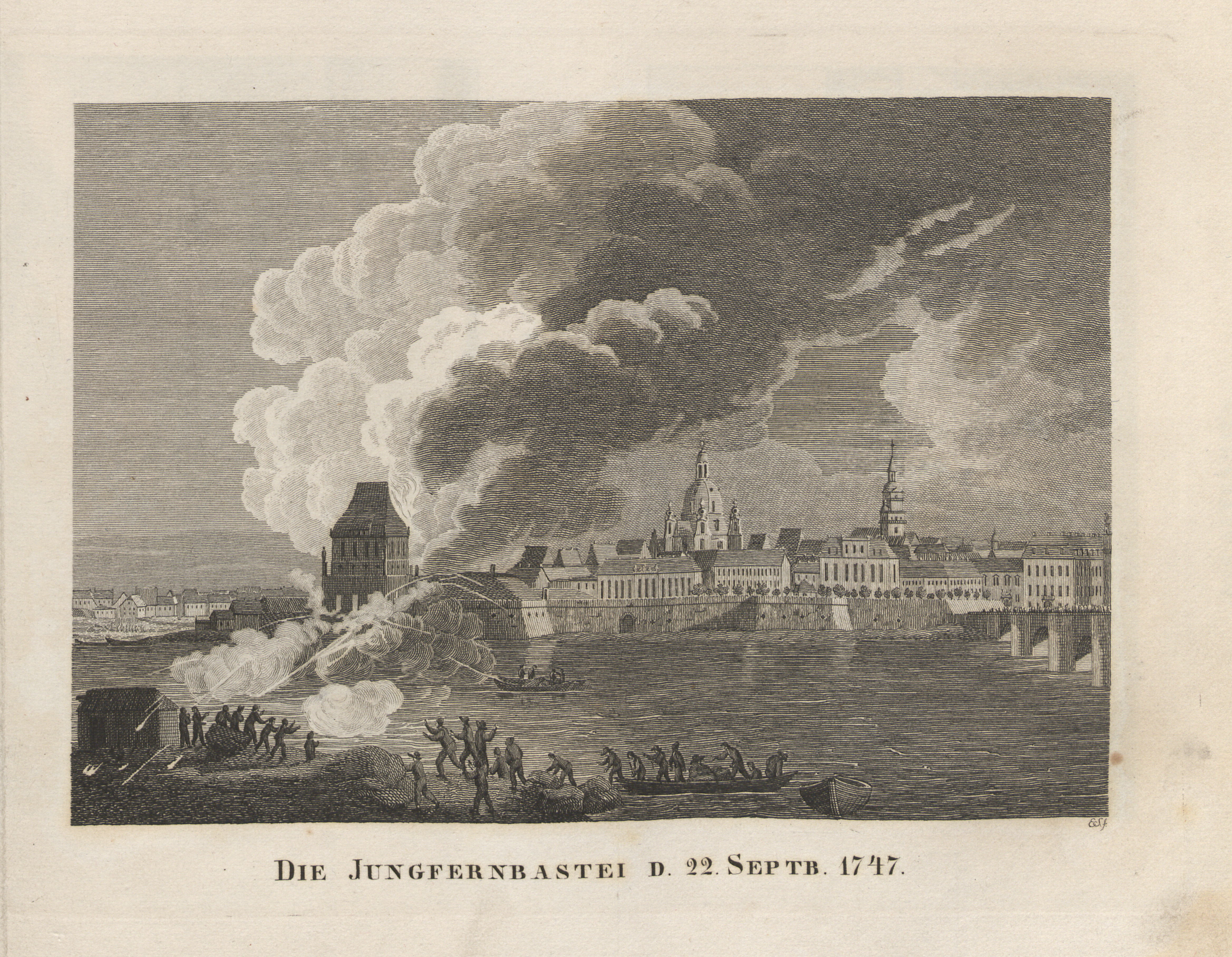
Esplosione del 22 settembre 1747 nel laboratorio della ceramica costruito sotto il bastione di Venere "Vulcanushöhle"

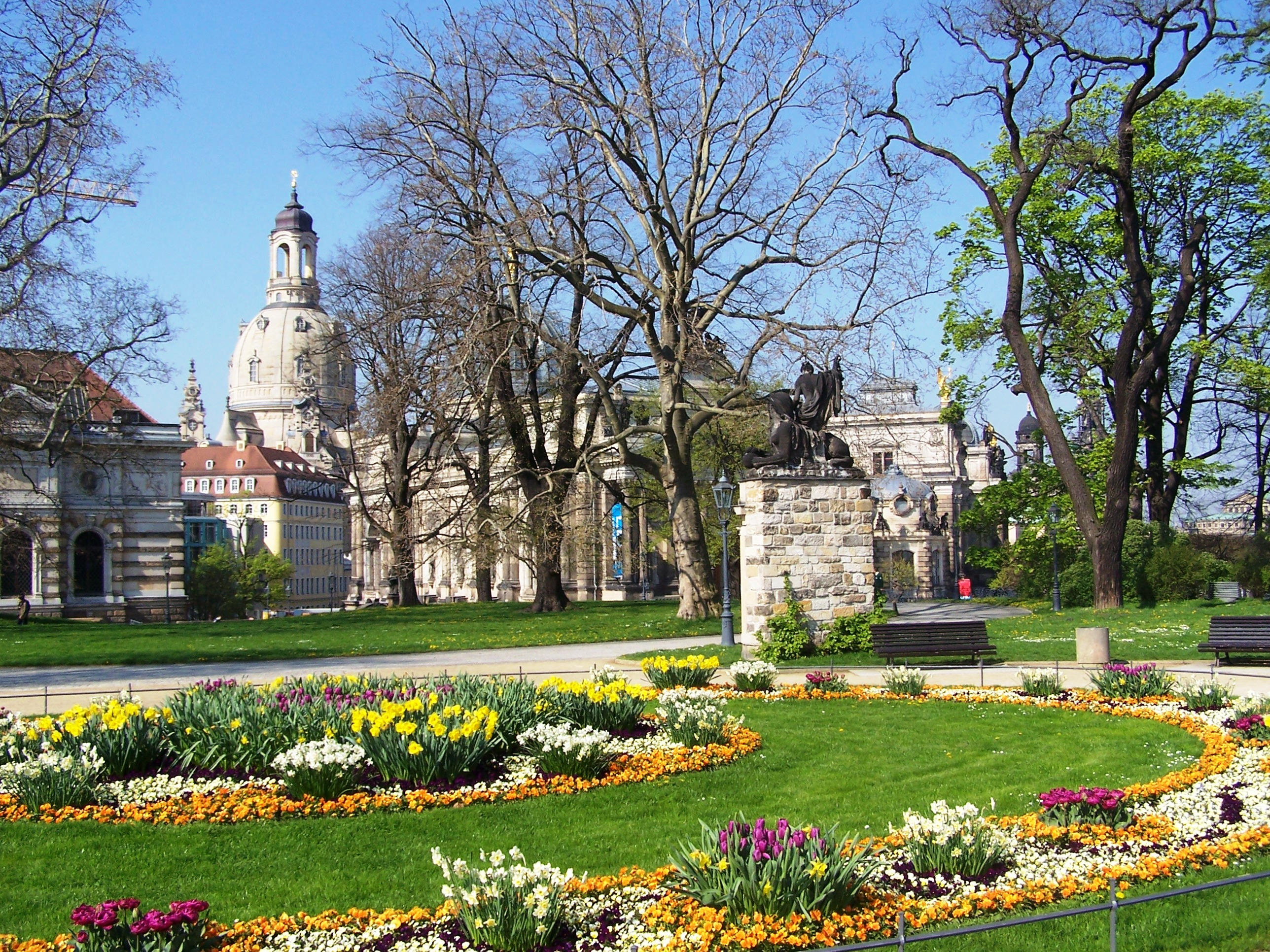
Vista dalla Jungfernbastei verso la Frauenkirche

Lo Jungfernbastei, chiamato anche Venusbastei o Bastione di Venere, è l'estremità orientale della Brühlsche Terrasse a Dresda. Fu costruito come bastione delle fortificazioni di Dresda tra il 1589 e il 1592.

## Descrizione
Nelle casamatte sotto lo Jungfernbastei, all'inizio del XVIII secolo, venne costruito un laboratorio per Ehrenfried Walther von Tschirnhaus e Johann Friedrich Böttger, che fecero progressi significativi nello sviluppo della prima porcellana dura europea, in seguito divenuta Porcellana di Meissen, intorno al 1708. Lo Jungfernbastei era l'area in cui sorgevano, in tempi diversi, quattro edifici chiamati Belvedere. Sul Jungfernbastei si trova il Brühlsche Garten con la Fontana dei delfini. Sulla punta nord-orientale dell'edificio della fortezza, il monumento a Moritz era addossato al suo muro esterno. Nella ringhiera sulla parete est vicino, al monumento a Johann Friedrich Böttger, è possibile ammirare l'impronta digitale Augusto il Forte. Secondo la leggenda, questa impronta nel corrimano venne lasciata personalmente dall'elettore sassone in funzione della sua grande forza.
L'Albertinum, che è emerso dall'arsenale di Dresda, è nelle immediate vicinanze. L'Accademia d'arte, conosciuta anche come Lipsius Building, confina a ovest. A nord dello Jungfernbastei, lungo la terrazza, c'è la banchina della città vecchia sull'Elba. La strada "Hasenberg", su cui si trova la sinagoga, corre verso est. Accanto ad essa si trova la vecchia testa di ponte del Carolabrücke.